# Ética del discurso
La ética discursiva (Diskursethik según la fórmula original alemana) constituye un modelo teórico dirigido a fundamentar la validez de los enunciados y juicios morales a través del examen de los presupuestos del discurso. La ética discursiva contemporánea ha sido elaborada por los filósofos alemanes, quienes son considerados como las referencias básicas e ineludibles.
La ética del discurso de Habermas es un intento de explicar las implicaciones de la racionalidad comunicativa en el ámbito de la intuición moral y la validez normativa. Se trata de un complejo esfuerzo teórico para la reformulación de las ideas fundamentales de la ética deontológica kantiana en términos del análisis de las estructuras comunicativas. Esto significa que es un intento de explicar el carácter universal y obligatorio de la moral al evocar las obligaciones de servicio universal de la racionalidad comunicativa. Es también una teoría cognitivista moral, lo que significa que afirma que justificar la validez de las normas morales se puede hacer de una manera análoga a la justificación de los hechos. Sin embargo, todo el proyecto se realiza como una reconstrucción racional de la intuición moral. Alega que solo reconstruir las orientaciones normativas implícitas que orientan a las personas y afirma acceder a esto a través de un análisis de la interacción comunicativa.
La ética discursiva aspira a fundar un principio moral que no esté basado en intuiciones o comprensiones de una época o cultura determinada, sino que tenga validez universal. Pese a su pretensión de universalidad, es una ética modesta. Es una ética universalista de la justicia, esto es, "una ética del razonamiento normativo abstracto basado en principios y especializada en cuestiones que afectan al bien común". No abarca, por tanto, todas las cuestiones de los usos de la razón práctica y excluye las cuestiones pragmáticas o prudenciales. Está orientada, dicho de modo algo más preciso, "a la clarificación de expectativas legítimas de comportamiento en vista de conflictos interpersonales que, en virtud de intereses contrapuestos, perturban la vida en común. Se trata de un discurso restringido a la fundamentación y utilización de normas que determinan los derechos y las obligaciones recíprocos". La ética discursiva encuentra, en consecuencia, su prolongación en el ámbito del derecho (en el desarrollo de la teoría discursiva del derecho son especialmente relevantes las aportaciones de Robert Alexy y Klaus Günther) y en el de la política, en donde adopta la forma de democracia deliberativa.

## Requisitos y características
El marco político imprescindible desde el punto de vista de la ética de la discusión es el régimen democrático, pues solo en él se daría una legitimación por el entendimiento comunicativo y a través del debate argumentado, público y creador de consenso. Pero hay otras características y exigencias  de esta ética apropiada a la acción comunicativa:
- El reconocimiento de que ninguna posición moral (norma, valor...) puede quedar al margen del debate y libre de crítica. En este punto, Karl-Otto Apel se separa de Habermas y reconoce un único principio necesario o de base: la meta-regla que nos obliga a argumentar.
- La determinación y progresiva realización de las condiciones en las que esta interacción comunicativa puede darse de la mejor manera. Esto implica:
  - el carácter público de la discusión;
  - participación de la mayor cantidad posible de interlocutores, especialmente de quienes tienen interés directo en el tema abordado;
  - la ilimitación del debate;
  - igualdad y libertad de los participantes (se excluyen las relaciones de autoridad, de dominación o coerción);
  - principio de la argumentación: toda afirmación es discutible, siendo el argumento que resiste todas las objeciones el mejor, el más racional;
  - principio del consenso: el entendimiento y el acuerdo argumentado son los fines de la interacción comunicativa, justificándose así la decisión y la acción;
  - principio de la revisabilidad: cualquier acuerdo es cuestionable si aparecen nuevos argumentos.

Cumpliendo estos requisitos, a través de la comunicación y de la discusión se legitiman y estimulan la democracia, los derechos del Hombre, el debate pluralista, la resolución pacífica y negociada de los conflictos y, por último, el desarrollo de sociedades abiertas. Por el contrario, esta ética del discurso condena —por considerarlas inmorales, alienadas y antihumanistas— aquellas sociedades, culturas y conductas de corte fundamentalista y autoritario, oponiéndose a las comunidades anquilosadas y cerradas sobre sí mismas.

## Ética argumentativa
Partiendo de las mismas premisas, pero con conclusiones distintas, se desarrolla la ética de la argumentación de Hans-Hermann Hoppe: es una defensa de los derechos libertarios, o una ética de la propiedad privada, a partir de la ética discursiva. Basándose en el trabajo de Habermas y Apel, Hoppe, un antiguo alumno de Habermas, afirma que la argumentación o discurso es, por su naturaleza, una manera de interactuar libre de conflictos y que requiere un control individual de los recursos, por lo que, según él, algunas normas se presuponen como verdaderas en cualquier persona que ejerza el discurso real. Estas normas incluyen el principio libertario de no agresión, que a su vez implica los derechos libertarios. Por lo tanto, nadie puede negar argumentativamente los derechos libertarios sin recurrir a una contradicción performativa.  